# Condado de Camden (Missouri)
O Condado de Camden é um dos 114 condados do estado americano de Missouri. A sede do condado é Camdenton, e sua maior cidade é Camdenton. O condado possui uma área de 1 836 km² (dos quais 139 km² estão cobertos por água), uma população de 37 051 habitantes, e uma densidade populacional de 22 hab/km² (segundo o censo nacional de 2000). O condado foi fundado em 1841.